# Wowee Zowee: Sordid Sentinels Edition
Wowee Zowee: Sordid Sentinels Edition é um álbum duplo remasterizado da banda Pavement, lançado a 7 de Novembro de 2006.
Este disco é uma reedição do terceiro álbum de estúdio, Wowee Zowee.

## Faixas

### Disco 1
Wowee Zowee
1. "We Dance"
2. "Rattled by the Rush"
3. "Black Out"
4. "Brinx Job"
5. "Grounded"
6. "Serpentine Pad"
7. "Motion Suggests Itself"
8. "Father to a Sister of Thought"
9. "Extradition"
10. "Best Friend’s Arm"
11. "Grave Architecture"
12. "AT&T"
13. "Flux = Rad"
14. "Fight This Generation"
15. "Kennel District"
16. "Pueblo"
17. "Half a Canyon"
18. "Western Homes"
Sessão outtake Wowee Zowee
19. "Sordid"
EP Rattled by la Rush
20. "Brink of the Clouds"
21. "False Skorpion"
22. "Easily Fooled"
Single "Father to a Sister of Thought"
23. "Kris Kraft"
24. "Mussle Rock"
EP Pacific Trim
25. "Give It a Day"
26. "Gangsters & Pranksters"
27. "Saganaw"
28. "I Love Perth"
Sessão outtake Wowee Zowee
29. "Sentinel"

### Disco 2
Banda sonora I Shot Andy Warhol
1. "Sensitive Euro Man"
Sessão outtake Wowee Zowee
2. "Stray Fire"
Gravado a 3 de Março de 1994 em Hilversum, Holanda
3. "Fight This Generation"
4. "Easily Fooled"
Sessão com Doug Easley no piano Wowee Zowee
5. "Soul Food"
Álbum tributo Homage to Descendents
6. "It’s a Hectic World"
Sessão de Steve Lamacq a 15 de Março de 1995
7. "Kris Kraft"
8. "Golden Boys/Serpentine Pad"
9. "Painted Soldiers"
10. "I Love Perth"
Medusa Cyclone/Pavement split 7"
11. "Dancing with the Elders"
Gravado ao vivo em Wireless, Triple J na Austrália a 7 de Julho de 1994
12. "Half a Canyon"
13. "Best Friend’s Arm"
14. "Brink of the Clouds/Candylad"
15. "Unfair"
16. "Eaily Fooled"
17. "Heaven Is a Truck"
18. "Box Elder"
Compilação Schoolhouse Rock! Rocks
19. "No More Kings"
Banda sonora Kids in the Hall: Brain Candy
20. "Painted Soldiers"
Sessão outtake Wowee Zowee
21. "We Dance" (Mix alternativo)